# Philodromus mysticus
Philodromus mysticus là một loài nhện trong họ Philodromidae.
Loài này thuộc chi Philodromus. Philodromus mysticus được miêu tả năm 1975 bởi Charles Denton Dondale & Redner.